# دبليو. ريد بلير
دبليو. ريد بلير (بالإنجليزية: W. Reid Blair)‏ هو عالم حيوانات وطبيب بيطري أمريكي، ولد في 7 يونيو 1875، وتوفي في 3 مارس 1949.